# Hydroblading
Hydroblading – to jeden z elementów łyżwiarskich zaliczanych do elementów łączących lub ruchów w przestrzeni wykorzystywanych przy innych elementach łyżwiarskich np. sekwencji kroków. Jest  wykonywany przez łyżwiarza podczas jazdy na głębokiej krawędzi łyżwy, gdy jego ciało jest wyciągnięte w niskiej pozycji tuż nad taflą. Możliwe są różne warianty ułożenia ciała łyżwiarza i wykorzystywanej krawędzi łyżwy, ale najpopularniejszy hydroblading wśród solistów i solistek polega na jeździe tyłem na wewnętrznej krawędzi zgiętej nogi łyżwiarskiej, podczas gdy noga wolna wyciągnięta jest poza okrąg kierunku jazdy poziomo do tafli lodu, a górna część ciała jest pochylona wewnątrz okręgu bez podparcia lub z podparciem jedną lub dwiema rękami. Pary taneczne wykonują hydroblading podczas podnoszeń łyżwiarskich.
Nie wiadomo, kto po raz pierwszy zaprezentował ten element łyżwiarski, ale został on spopularyzowany przez kanadyjską parę taneczną Shae-Lynn Bourne i Victora Kraatza w latach 90. XX w., zaś nazwę „hydroblade” wymyśliła ich niemiecka trenerka Uschi Keszler.

## Odmiany hydrobladingu
- Klasyczna (ang. Classic) – podparcie dwoma rękoma, najczęściej wykonywane na prawej tylnej wewnętrznej krawędzi dla osoby praworęcznej.
- Jedna ręka (ang. One hand) – podparcie jedną ręką, zwykle odpowiednie dla osoby praworęcznej.
- Bez podparcia (ang. No hands) – wykonywane bez podparcia, co utrudnia pochylenie górnej części ciała nisko nad taflą.
- Z trzymaniem nogi (ang. Catch foot) – podparcie jedną ręką, druga ręka trzyma wolną nogę.
- W parach (ang. Pairs) – hydroblading wykonywany przez obu partnerów równolegle lub przez jednego partnera, podczas gdy drugi wykonuje inny element.
- Otwarte ramię (ang. Open shoulder) – hydroblading, w którym górna część ciała jest skierowana do góry, wizualnie podobny do pozycji Shoot-the-Duck.

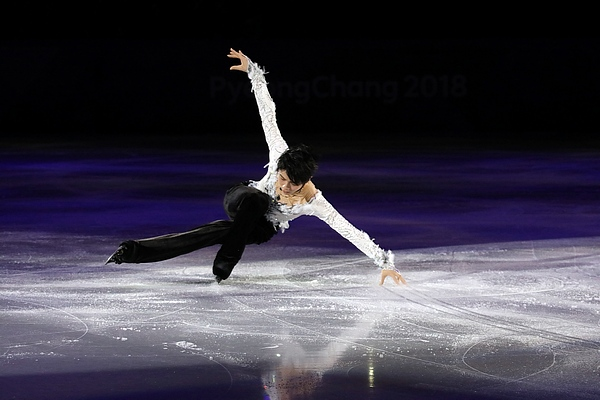
Hydroblading z podparciem jedną ręką (Yuzuru Hanyū)
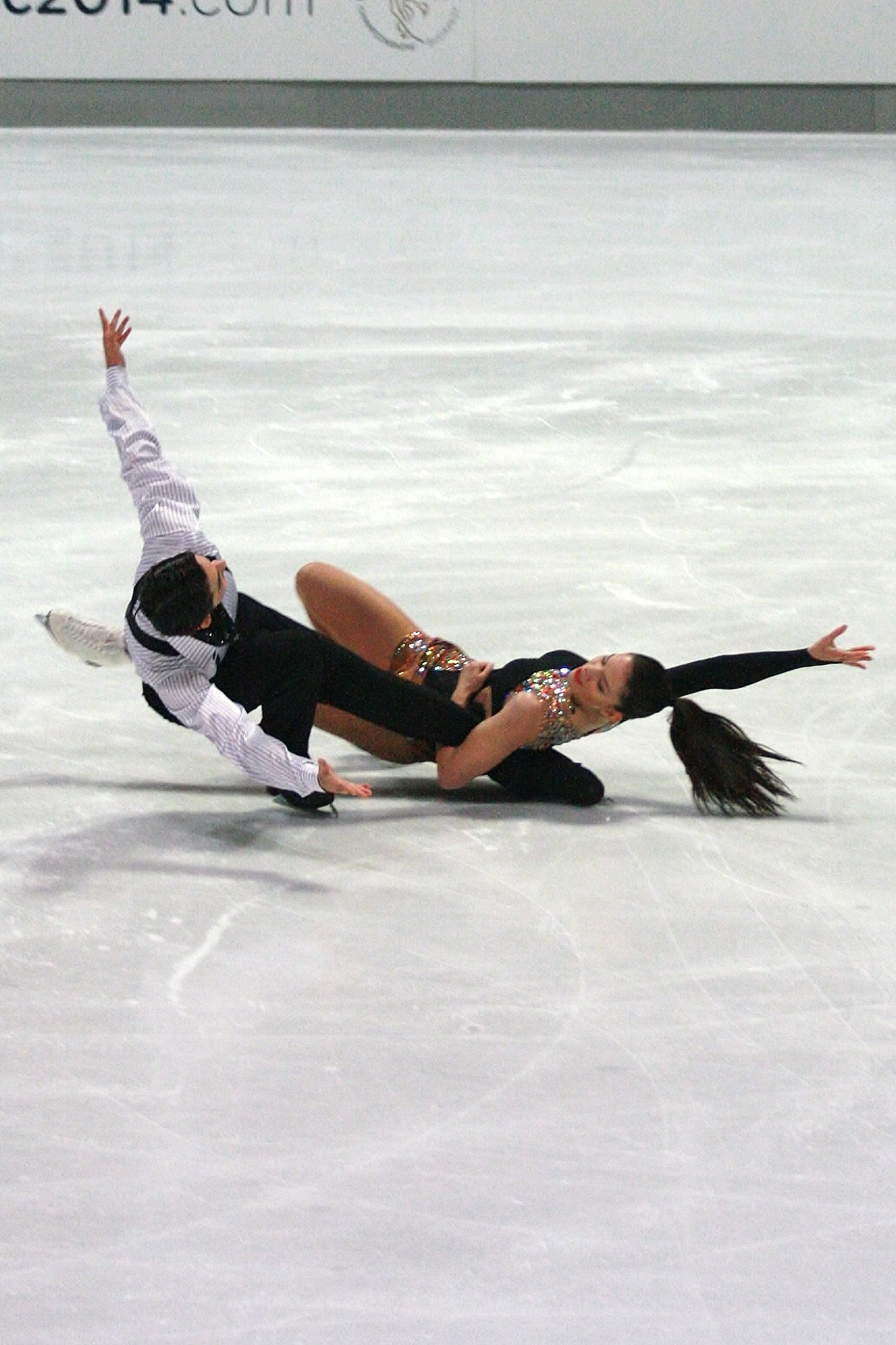
Hydroblading bez podparcia wykonywany przez partnera w parze podczas podnoszenia (Alisa Agafonova / Alper Uçar)
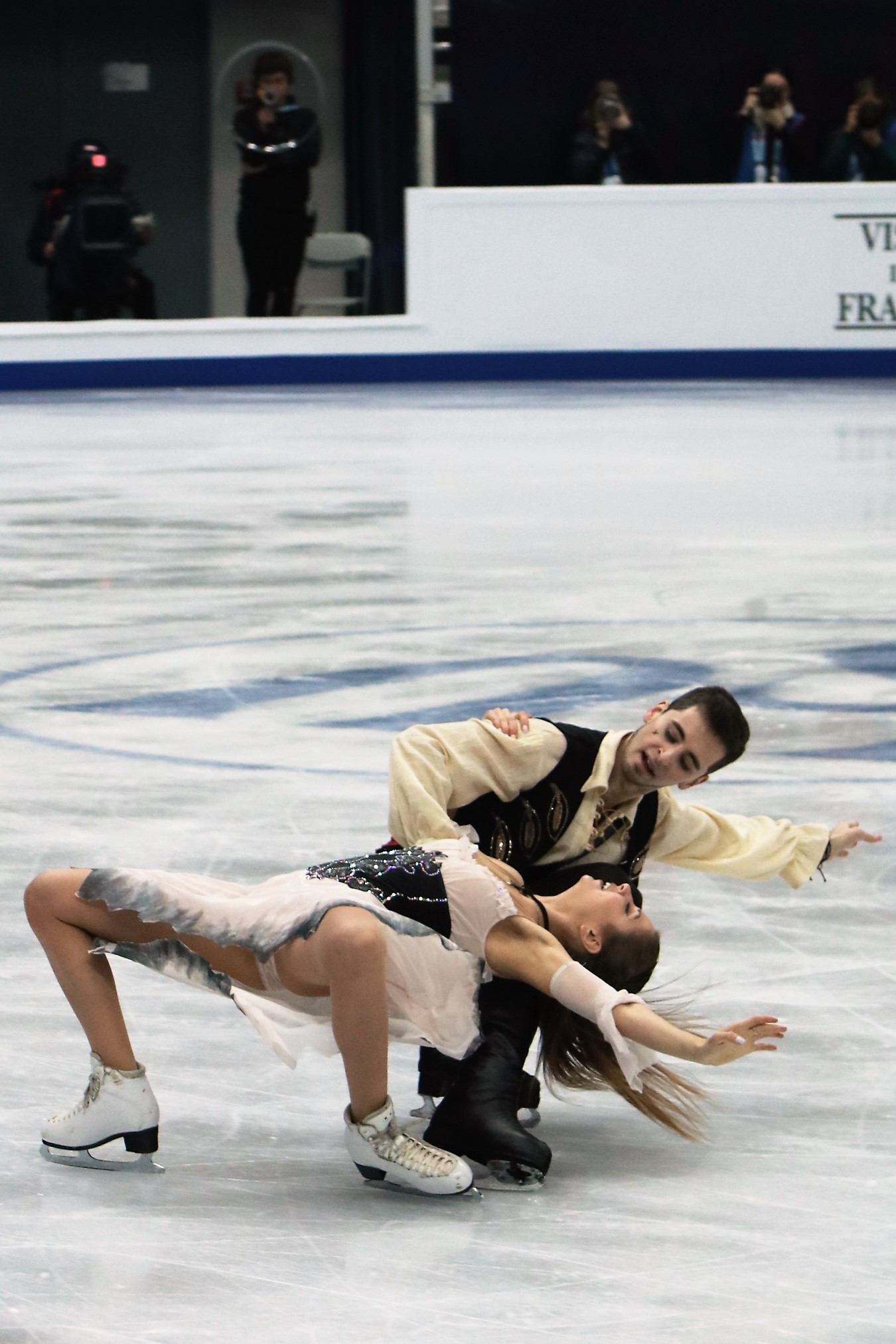
Hydroblading bez podparcia wykonywany przez partnera w parze podczas podnoszenia (Ołeksandra Nazarowa / Maksym Nikitin)